# Castorama
Castorama è una catena francese di grande distribuzione di prodotti per il bricolage, per la decorazione, per l'edilizia, il giardinaggio e il bagno.
L'azienda è stata fondata da Christian Dubois nel 1969. Oggi fa parte del gruppo britannico Kingfisher. Con 178 magazzini in Francia è la seconda insegna nel settore del bricolage in termini di fatturato dopo Leroy Merlin. Conta inoltre 46 magazzini in Polonia e 14 magazzini in Russia.

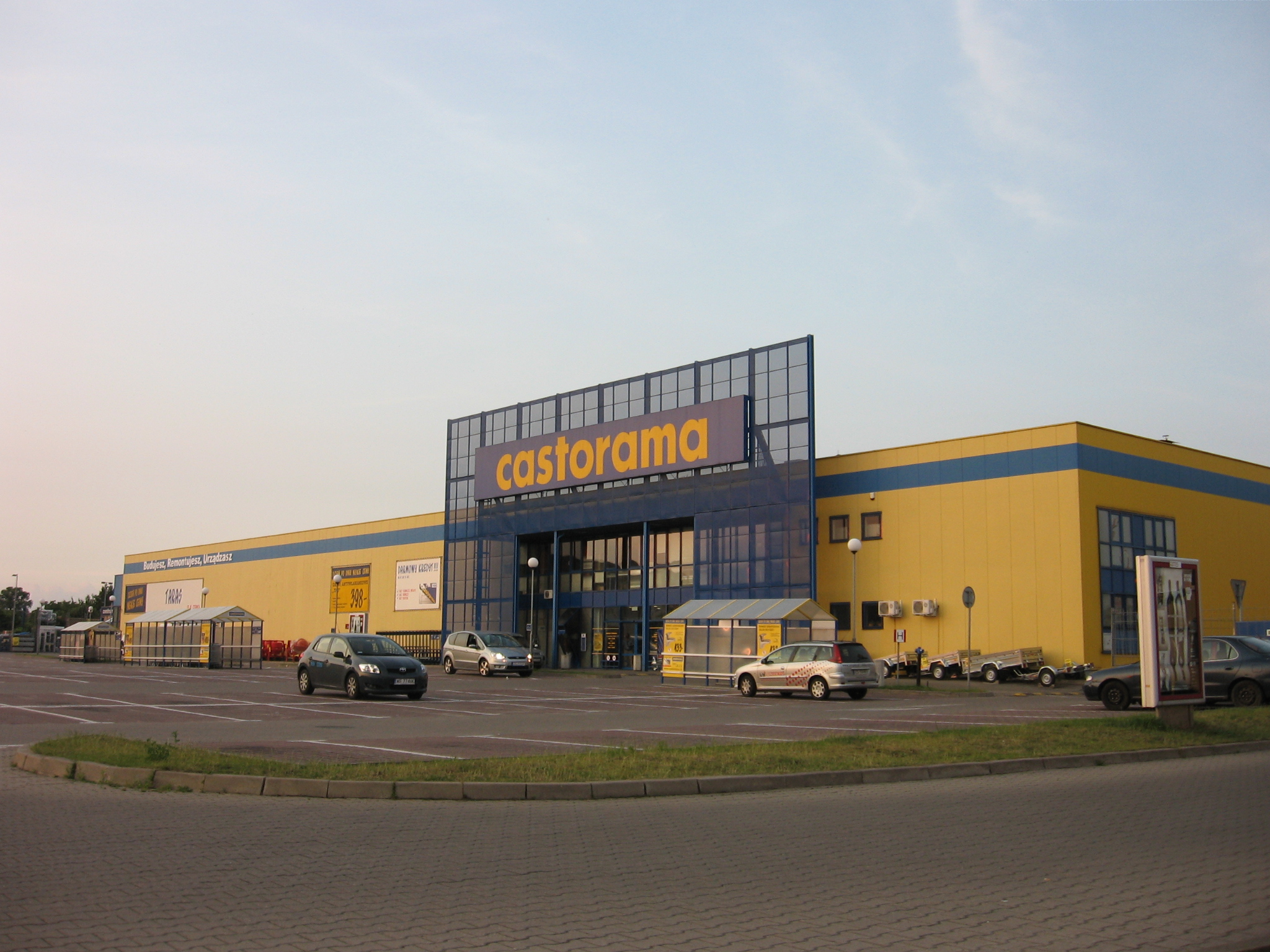
Un Castorama a Stettino (Polonia)

## Il fondatore
Christian Dubois è un imprenditore francese, nato a Lilla nel 1921 e morto nel gennaio del 2005. Aveva già lanciato diverse aziende di negozi di materiali prima di aprire il suo primo magazzino sotto il nome di Central Castor, primo nome dell'insegna.

## I marchi
- Decorazione:
  - Colours
- Aménagement:
  - Form
- Prodotti per giardino:
  - Soltera
- Prodotti tecnici (idraulica ed elettricità):
  - Bodner et Mann
- Utensili elettrici:
  - Mac Allister
  - Performance Power
  - Handy Power (diventato 1er Prix dal 2007)
- Utensili diversi:
  - Casto
  - 1er Prix

## L'impegno ecologico
Nel 2008 Castorama si è impegnata presso il WWF Francia a incoraggiare la vendita di articoli rispettosi dell'ambiente. In seguito a questo impegno, gli articoli che permettono di preservare le foreste o di ridurre il consumo di energia o, ancora, di limitare l'utilizzo di prodotti tossici sono segnalati ai consumatori dall'etichetta Partenaire pour la planète.

## Presenza in Italia
Castorama ha avviato la sua attività in Italia nel 1988, con un primo negozio a Paderno Dugnano. Successivamente si è affermata con diversi altri negozi come punto di riferimento per il bricolage e la decorazione. Nel 2008, Kingfisher (colosso inglese a cui fa capo Castorama) decide di liberarsi dei negozi italiani e sigla un accordo di cessione con Leroy Merlin per circa 470 milioni di euro. Dopo l'approvazione dell'antitrust, Leroy Merlin avvia un processo di trasformazione di tutti i 30 punti vendita Castorama in negozi sotto le insegne Leroy Merlin o Bricocenter. Secondo l'amministratore delegato di Leroy Merlin Vincent Gentil, tutti i remodelling sarebbero terminati entro la prima metà del 2011: l'insegna Castorama scomparve definitivamente dall'Italia.